# غوس تومسون
غوس تومسون (بالإنجليزية: Gus Thompson)‏ هو لاعب كرة قاعدة أمريكي، ولد في 22 يونيو 1877 في همبولدت في الولايات المتحدة، وتوفي في 28 مارس 1958 في كاليسبيل في الولايات المتحدة.

## وصلات خارجية
- غوس تومسون على موقعبيزبول رفرنس.كوم (الدوري الرئيسي) (الإنجليزية)
- غوس تومسون على موقعبيزبول رفرنس.كوم (الدوري الثانوي) (الإنجليزية)